# 干河子林场
干河子林场，是中华人民共和国新疆维吾尔自治区昌吉回族自治州呼图壁县下辖的一个类似乡级单位

## 行政区划
干河子林场下辖以下地区：
干河子林场虚拟生活区。